# Wilker Ángel
Wilker José Ángel Romero (* 18. März 1993 in Valera) ist ein venezolanischer Fußballspieler.

## Karriere

### Verein
Ángel begann seine Karriere beim Trujillanos FC. Im September 2010 debütierte er für die Profis der Trujillanos in der Primera División. Nach 13 Einsätzen wechselte er im Januar 2011 innerhalb der Liga zum Deportivo Táchira FC. Für Táchira kam er in insgesamt fünfeinhalb Jahren beim Verein zu 148 Einsätzen in der höchsten venezolanischen Spielklasse, in denen er 18 Tore erzielte.
Im August 2016 wechselte Ángel nach Russland zu Terek Grosny. In seiner ersten Spielzeit in Russland kam der Innenverteidiger zu 26 Einsätzen in der Premjer-Liga. In der Saison 2017/18 absolvierte er erneut 26 Spiele für den nun Achmat Grosny genannten Verein. In der Saison 2018/19 verpasste er nahezu die komplette Rückrunde aufgrund einer in der Winterpause zugezogenen Verletzung und kam insgesamt zu 18 Saisoneinsätzen für die Tschetschenen. In der Saison 2019/20 kam er zu 19 Einsätzen in der höchsten russischen Spielklasse. In der Saison 2020/21 absolvierte er 16 Partien in der Premjer-Liga.
Im September 2021 wechselte Ángel in die Türkei zu Göztepe Izmir. 2022 verließ er den Verein. 2023 trat er für den SD Aucas an und seit Anfang 2024 in Brasilien beim Criciúma EC.

### Nationalmannschaft
Ángel nahm 2013 mit der venezolanischen U-20-Auswahl an der Südamerikameisterschaft teil. Er kam während des Turniers in allen vier Spielen Venezuelas zum Einsatz, mit seinem Land schied er jedoch bereits in der Vorrunde aus.
Im November 2014 debütierte er für die A-Nationalmannschaft, als er in einem Testspiel gegen Bolivien in der Startelf stand. Ángel wurde er auch in den Kader seines Landes für die Copa América 2015 berufen, kam jedoch während des Bewerbs zu keinem Einsatz. Venezuela schied in der Vorrunde aus. Für die Copa América Centenario 2016 wurde der Innenverteidiger wieder nominiert, diesmal kam er zu vier Einsätzen und erreichte mit den Venezolanern das Viertelfinale.

## Erfolge
Criciúma
- Staatsmeisterschaft von Santa Catarina: 2024